# Zemljodilska štedionica
Zemljodilska štedionica je bila štedionica iz Subotice. Bila je prva takva financijska ustanova Hrvata u Bačkoj. 
Osnovana je iz hrvatskih rodoljubnih razloga. Pučka kasina je već prije odredila da će skrbiti za kulturnu i prosvjetu hrvatskom narodu, ali i o "gazdaluku". Tako je na red došlo razmatranje pitanja o osnutku jedne vlastite banke-štedionice.
Za njen je osnutak dr Vranje Sudarević, prvi liječnik iz redova tamošnjih Hrvatanij založio svoj imutak. Ponudio je vlastitu kuću kao zalog da bi svom hrvatskom narodu u Subotici otvorio ovu ustanovu. 
Štedionicu je pravno osnovao 1903. godine. Suosnivači su bili Ico (Ivan) Malagurski i Marko Dulić. Službeno je otvorena u Subotici 24. svibnja 1904. godine. Osnivački je ulog bio 250 000 kruna. Dobrim poslovanjem u naredne je tri i pol godine taj iznos došao do milijun kruna štednih pologa. 
Štedionicu je vodio dr Sudarević, ne zanemarivši predani rad u medicini. Zbog brzog rasta pokazalo se da je štedionica postala premala "da ne odgovara današnjem vrimenu, jer napridak vrimena veće potribe i na novčarskom polju zahtiva" Zbog riskantnih ulaganja, upala je u probleme.
Zbog tih razloga rodoljubi oko Pučke kasine tražili su načina radi udovoljavanjima zahtjevima novog vremena. Pratili su kako su druge financijske ustanove u tuzemstvu radile, a pozornost im je privukla Hrvatska zemaljska banka. 1913. godine je ta banka već otvorila poslovnice u Subotici i Zagrebu. Preuzela je Zemljodilsku štedionicu koja je 1914. je postala podružnicom Hrvatske zemaljske banke u Subotici. Prvi je svjetski rat prekinuo jedno sjajno poglavlje financijske povijesti Hrvata ovih krajeva. Banka je otišla u stečaj. Trošak likvidacije najvećim je dijelom podnio osnivač banke dr. Vranje Sudarević. Zbog toga bunjevački Hrvati nisu poslije osnivali većih novčanih zavoda.